# Пяйнурме
Пя́йнурме (ест. Päinurme küla) — село в Естонії, у волості Ярва повіту Ярвамаа.

## Населення
Чисельність населення на 31 грудня 2011 року становила 152 особи.

## Географія
Через населений пункт проходить автошлях 15161 (Вао — Пяйнурме — Сулуствере). Від села починається дорога 15162 (Койґі — Пяйнурме)

## Історія
З 30 січня 1992 до 21 жовтня 2017 року село входило до складу волості Койґі.